# Cemal Kaymaz
Cemal Kaymaz (* 7. Dezember 1997 in Bayreuth) ist ein deutsch-türkischer Fußballspieler.

## Karriere
Nach seinen Anfängen in der Jugend des FSV Bayreuth wechselte er im Winter 2007 innerhalb seiner Heimatstadt in die Jugendabteilung der SpVgg Bayreuth. Dort wurde er im Sommer 2016 in den Kader der ersten Mannschaft in der Regionalliga Bayern aufgenommen und kam zu seinem ersten Einsätzen im Seniorenbereich. Im Winter 2017 wechselte er nach Österreich und schloss sich dem FC Kufstein in der Regionalliga West an. Nach 38 Ligaspielen, bei denen ihm zehn Tore gelangen, wechselte er im Sommer 2018 zurück in seine Heimat und schloss sich dem SV Weidenberg in der Kreisliga an. 
Im Winter 2019 wechselte er zurück in die österreichische Regionalliga West zum SK Bischofshofen. Nach 13 Ligaspielen wechselte er bereits im Sommer 2019 zurück zu seinem Jugendverein SpVgg Bayreuth und verstärkte dort zunächst die zweite Mannschaft in der Bezirksliga Oberfranken Ost. Ab dem Sommer 2020 gehörte er dann der ersten Mannschaft in der Regionalliga Bayern an.
Am Ende der Spielzeit 2021/22 gelang ihm mit seiner Mannschaft der Aufstieg in die 3. Liga. Nach dem Aufstieg verlängerte er dort seinen Vertrag. Seinen ersten Profieinsatz hatte er am 3. September 2022, dem 7. Spieltag, als er bei der 1:2-Auswärtsniederlage gegen den SV Waldhof Mannheim in der 87. Spielminute für Nicolas Andermatt eingewechselt wurde. Im Sommer 2023 wurde sein Vertrag jedoch nicht mehr verlängert und Kaymaz war ein halbes Jahr vereinslos, ehe ihn am 19. Januar 2024 die BSG Chemie Leipzig aus der Regionalliga Nordost verpflichtete. 
Im Sommer 2025 wechselte er zum ZFC Meuselwitz.

## Erfolge
SpVgg Bayreuth
- Meister der Regionalliga Bayern und Aufstieg in die 3. Liga: 2022